# Revista de Aysenología
La Revista de Aysenología es una revista chilena publicada en la Región de Aysén.
Surgió en el año 2015, en dos formatos, digital e impreso. Tiene como objetivo ser una plataforma de difusión y puesta en valor de contenidos relacionados con el ambiente y patrimonio cultural de Aysén, escritos por investigadores independientes o pertenecientes a instituciones o agrupaciones del ámbito privado y/o público.  
Aysenología es actualmente la revista del Museo Regional de Aysén, museo que forma parte del Servicio Nacional del Patrimonio Cultural.

## Tipo de publicaciones
La Revista de Aysenología publica artículos inéditos u originales, notas breves y reseñas de libros de interés regional, es decir, textos que exploren materias relacionadas específicamente con el territorio de Aysén, o que contribuyan desde distintos enfoques al conocimiento de la Región (historia, arqueología, paleontología, museología, entre otros). En el No. 4 del año 2017, se propone un nuevo tipo de publicación titulado "entradas visuales", la cual busca privilegiar el uso, digitalización y difusión de fotografías de valor histórico y social como lenguaje alternativo para explorar el contexto social, histórico y natural de Aysén.